# Leptotarsus (Habromastix) luciae
Leptotarsus (Habromastix) luciae is een tweevleugelige uit de familie langpootmuggen (Tipulidae). De soort komt voor in het Australaziatisch gebied.